# Liste de compositeurs de musique festive de danses de Paris au XIXe siècle
 (décembre 2018).
Si vous disposez d'ouvrages ou d'articles de référence ou si vous connaissez des sites web de qualité traitant du thème abordé ici, merci de compléter l'article en donnant les références utiles à sa vérifiabilité et en les liant à la section « Notes et références ».
Cette liste de compositeurs de musique festive de danses de Paris au XIXe siècle  a été établie essentiellement à partir du catalogue d'un fonds que possède le Cabinet des estampes du musée Carnavalet à Paris. De nombreuses partitions sont également disponibles au département de la musique de la Bibliothèque nationale de France. Parmi les compositeurs cités, certains comme Hervé ou Jacques Offenbach sont plus connus pour leurs opérettes, leurs contributions à la musique festive étant le fruit de transcriptions de ces opérettes par leurs collaborateurs (Léon Roques, Albert Vizentini, Arban...).
- Haut – A
- B
- C
- D
- E
- F
- G
- H
- I
- J
- K
- L
- M
- N
- O
- P
- Q
- R
- S
- T
- U
- V
- W
- X
- Y
- Z

## A

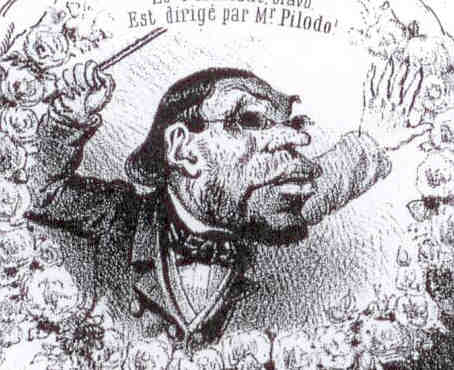
Pilodo vu par Gustave Donjean

- Adam, Adolphe Charles (1803–1856) : Auteur de nombreux opéras-comiques dont Le Châlet, Le Toréador, Le Postillon de Longjumeau et de ballets, le plus connu étant Giselle.
- Arban, Joseph-Jean-Baptiste-Laurent (1825–1889) : chef d'orchestre du Casino et des bals de l'Opéra. Auteur de la Grande Méthode complète de cornet à pistons et de saxhorn (1864), qui fait encore référence. Très prolifique et célèbre en son temps, a souvent collaboré avec Alexandre-Charles Fessy.
- Artus, Alexandre (1821–1911)
- Artus, Amédée (1815–1892), frère du précédent
- Audran Edmond (1842–1901) : auteur de nombreux opéras-bouffes et opérettes, la plus connue étant La Mascotte.

## B

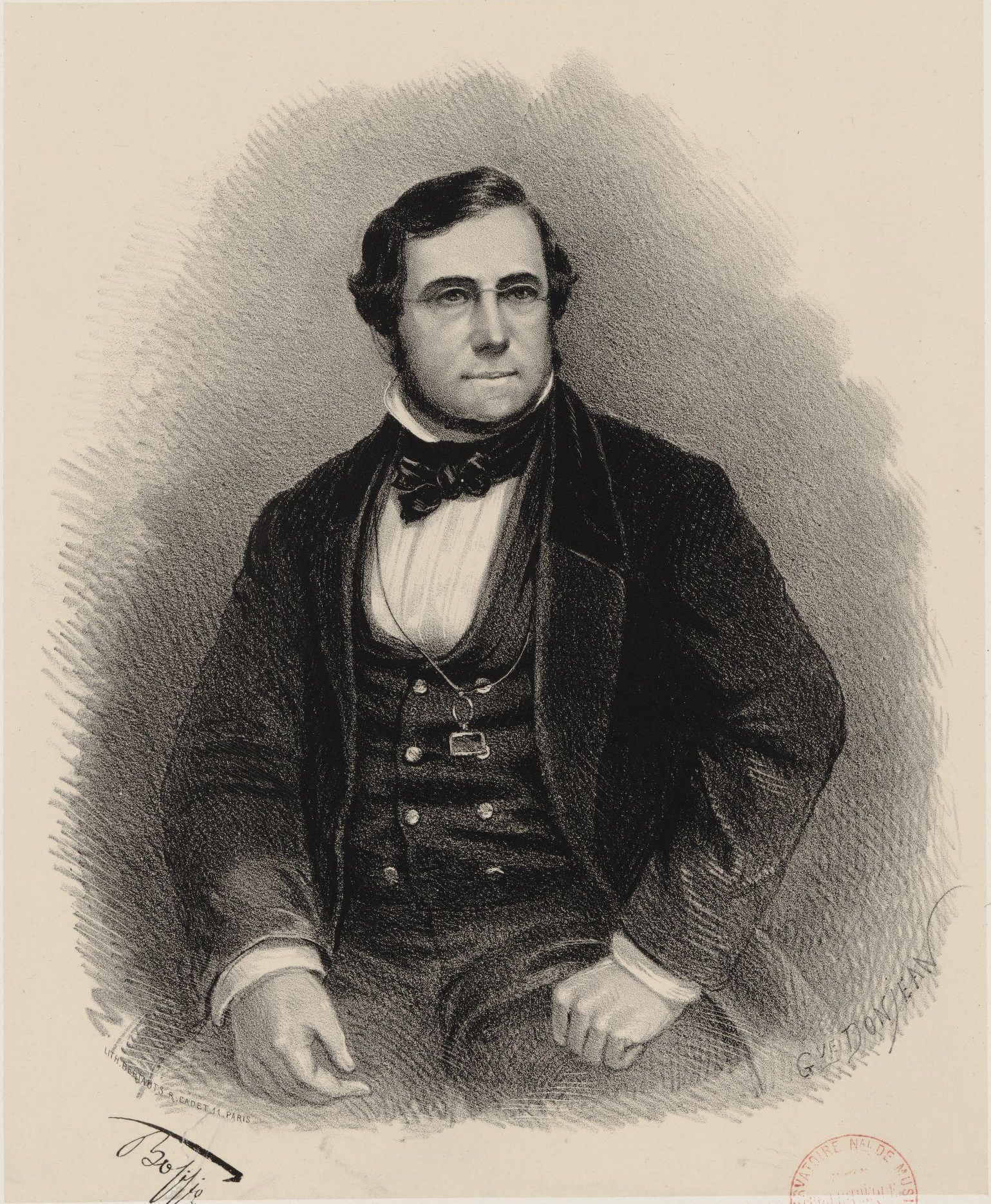
Crispiniano Bosisio par Gustave Donjean

- Battmann, Jacques Louis (1818–1886)
- Bentayoux, Frédéric dit Ben Tayoux (1840–1818)

## C
- Chaudoir, Félix (1856–1904) : chef d'orchestre du Jardin de Paris.

## D
- Jean-Jacques-Joseph Debillemont (1824–1879)
- Dédé Edmond (1829–1901) : compositeur et chef d'orchestre originaire de la Nouvelle-Orléans.

## F
- Fauchey, Paul (1858–1936)
- Fock, Alfred (1850–1921) : compositeur et chef d'orchestre, connu également sous le pseudonyme de Paul Fredel.

## G
- Gérald-Vargues (Hippolyte Augustin Vargues dit Félicien Vargues ou) : compositeur, secrétaire général de la Sacem, mort en 1945.

## H
- Hervé (1825–1892) : l'un des principaux compositeurs d'opéra-bouffes et opérettes avec Jacques Offenbach.
- Hirschmann, Henri (1872–1961)

## J
- Jullien, Louis-Antoine (1812–1860) : il fut avec Philippe Musard l'un des deux plus illustres compositeurs de musique festive de danses de Paris au XIXe siècle.
- L'Éveillé, Auguste (1828–1882) : compositeur et chef d'orchestre du Théâtre-Lyrique, des Folies-Marigny et des Folies-Rambuteau.

## M
- Métra, Olivier (1830–1889) : un des compositeurs de valses, polkas, mazurkas et quadrilles les plus populaires de son époque.
- Musard, Philippe (1792–1859) : en son temps, il fut, avec Louis-Antoine Jullien, l'un des deux plus célèbres compositeurs de musique festive de danses de Paris au XIXe siècle.

## O
- Offenbach, Jacques : le plus célèbre compositeur d'opéras-bouffes et d'opérettes du XIXe siècle, qui a également écrit de la musique festive de danses ou dont les œuvres ont été transcrites par ses collaborateurs (Léon Roques, Arban, Albert Vizentini). Celle-ci n'est plus jouée depuis très longtemps mais les partitions existent, au département de la musique de la Bibliothèque nationale de France.

## P
- Picheran, Eugène (1865–1955) : chef d'orchestre
- Planquette, Robert (1848–1903) : auteur de nombreux opéras-bouffes et opérettes, la plus connue étant Les Cloches de Corneville.

## S
- Schubert, Camille (1810-1889)
- Strauss, Eduard

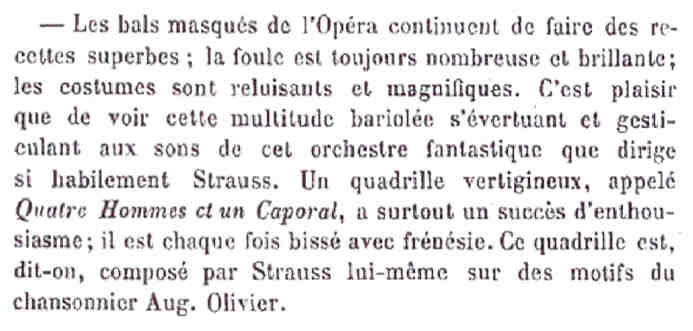
Échos des célèbres bals masqués de l'Opéra en 1863. On y parle d'Isaac Strauss de Paris, alors plus célèbre dans la capitale française que les Strauss de Vienne.

- Strauss, Isaac : chef d'orchestre des bals de la cour, des bals de l'Opéra et du bal du Jardin d'hiver (1847–1854). À son époque, les Parisiens parlaient des « Strauss de Vienne » Pour eux, Strauss, c'était évidemment Isaac Strauss.

## T
- Talexy, Adrien (1801–1881)
- Tavan, Émile (1849–1929) : chef d'orchestre de danse et arrangeur.
- Tolbecque, Jean-Baptiste-Joseph (1797–1869) : Belge de Paris. Chef d'orchestre des bals de la cour du roi de France.

## V
- Varney, Louis (1844–1908) : auteur de nombreux opéras-bouffes et opérettes, la plus connue étant Les Mousquetaires au Couvent.
- Vilbac, Renaud de (1829–1884)
- Vizentini, Louis Albert (1841–1906) : proche collaborateur de Jacques Offenbach. Chef d'orchestre du théâtre des Bouffes-Parisiens puis directeur du théâtre de la Gaîté, des Théâtres impériaux de Russie, du Grand Théâtre de Lyon.

## W
- Waldteufel, Émile (1837–1915)